# فرودگاه گالوی
فرودگاه گالوی (به انگلیسی: Galway Airport) (به زبان بومی: Aerphort na Gaillimhe) یک فرودگاه همگانی با کد یاتا GWY است که یک باند فرود آسفالت دارد و طول باند آن ۱۲۸۹ متر است. این فرودگاه در شهر گالوی کشور ایرلند قرار دارد و در ارتفاع ۲۵ متری از سطح دریا واقع شده‌است.